# كوزو ماتسوبارا
كوزو ماتسوبارا (باليابانية: 松原光三) هو  لاعب كرة يد ياباني، ولد في 25 ديسمبر 1945.

## وصلات خارجية
- كوزو ماتسوبارا على موقع أوليمبيديا (الإنجليزية)